# Universal Media Disc
O Universal Media Disc (UMD) é uma mídia em formato de disco óptico desenvolvida pela Sony para uso no PlayStation Portable. Suporta até 1,8 gigabytes de dados, que podem incluir jogos, filmes ou música (ou uma combinação desses).

## Informação
Diferentemente do Minidisc, outro formato proprietário desenvolvido pela Sony, mídia virgem não será comercializada, para evitar a pirataria. No entanto, há lucros oriundos de taxas de licenciamento.
O Hi-Md, que é a última tecnologia em Minidisc da Sony é muito parecida, se não for mesma, com a do UMD utilizando somente uma capa protetora externa em formato diferente. UMD está em U e não possui proteção em uma parte da mídia, já o Hi-MD é quadrado e parece um disquete parecido com o minidisc comum. A Diferença entre o UMD e o HI-MD é que o UMD não é regravável e o Hi-Md sim e o UMD possui camada dupla igual a um DVD, já o Hi-MD ainda não possui essa camada.

### Especificações
- Dimensões: Aprox. 65 mm x 64 mm x 4,2 mm
- Capacidade máxima: 1,80 GB (camada-dupla); 900 MB (uma camada)
- Comprimento do raio laser: 660 nm (laser vermelho)
- Encriptação: AES 128-bit

### Regiões
A codificação por região, baseada nos mesmos princípios da do DVD, é aplicada em filmes UMD. A codificação não é aplicada nos jogos.
- Região 0: mundial (sem codificação)
- Região 1: América (do Norte, Central, do Sul)
- Região 2: Europa, Japão, Oriente Médio, Egito, África do Sul, Groenlândia
- Região 3: Taiwan, Coreia do Sul, Filipinas, Indonésia, Hong Kong
- Região 4: Austrália, Nova Zelândia, Ilhas do Pacífico
- Região 5: Rússia (antiga URSS), Europa Oriental, Índia, maior parte da África, Coreia do Norte, Mongólia
- Região 6: China

## Aplicações
A finalidade principal do UMD é servir de armazenamento para jogos de PSP, apesar que o formato vem sendo utilizado para o armazenamento de filmes e programas de televisão para serem assistidos no portátil. Os vídeos são comprimidos no formato H.264/MPEG-4 AVC, com o áudio em ATRAC3plus.
A BBC iniciou o lançamento de suas séries de televisão em UMD no Reino Unido, incluindo The Office, Doctor Who e Little Britain.
Alguns filmes adultos estão sendo lançados em UMD no Japão. A Sony não aprova oficialmente este conteúdo, no entanto, a existência de um enorme mercado no Japão para estes lançamentos está dando suporte às vendas do PSP.

## Decifrado
Apesar das tentativas da Sony, o formato UMD foi decifrado. Utilizando uma combinação de engenharia reversa e firmwares inseguros, agora o Sony PSP pode rodar uma variedade de jogos caseiros e jogos pirateados. Cada disco utiliza um sistema de arquivos cujo formato segue o padrão ISO 9660. Assim a imagem de arquivo ISO pode ser armazenada em um Memory Stick e ser utilizada por um programa emulador. As imagens ISO não podem ser gravadas em UMD, já que UMD's regraváveis e gravadores não estão disponíveis. O mesmo irá rodar bem mais rápido quando armazenado em um Memory Stick se comparado ao UMD original.
A Sony tentou impedir isso corrigindo falhas através da atualização do firmware. As versões 1.51 e seguintes do firmware do PSP tentaram corrigir estas falhas. Jogos recentes também vêm com uma "troca de software" que força os jogadores a atualizarem antes de poderem jogar. Em resposta, alguns aplicativos para a versão 1.50 fazem com que o sistema engane os jogos, dizendo que a versão utilizada é mais recente do que é, não precisando da atualização.
Hoje é possível retornar a versão 1.5 a partir de qualquer firmware, usando uma falha encontrada em alguns UMD's e também a partir de uma bateria especial preparada em um PSP com firmware 1.5 ou algumas custom firmwares, chamada de jigkick battery (Pandoras project).